# Cary Elwes
Ivan Simon Cary Elwes (IPA: /ˈɛlwɪs/), född 26 oktober 1962 i London, är en brittisk skådespelare. 

## Biografi
Elwes är son till porträttmålaren Dominick Elwes, som begick självmord 1975, och inredningsarkitekten Tessa Kennedy samt bror till filmproducenten Cassian Elwes och konstnären Damian Elwes. Elwes är vidare styvson till den amerikanske filmproducenten Elliott Kastner, som hans mor gifte om sig med. 
Elwes utbildades vid den prestigefyllda engelska internatskolan Harrow. Under tonåren arbetade han extra som produktionsassistent på sin styvfars filminspelningar, däribland inspelningarna av filmerna Syndernas förlåtelse, Stålmannen och Octopussy, innan han utbildade sig till skådespelare i New York. Hans stora skådespelargenombrott kom i filmen Bleka dödens minut år 1987.
Elwes bor sedan 1990-talet i Malibu i USA. Han är gift och har en dotter.

## Filmografi (urval)
- 1984 – Ett annat land
- 1986 – Lady Jane
- 1987 – Bleka dödens minut
- 1989 – Ärans män
- 1990 – Days of Thunder
- 1991 – Hot Shots! Höjdarna!
- 1992 – Bram Stokers Dracula
- 1992 – Sista natten
- 1993 – Robin Hood - Karlar i trikåer
- 1994 – Djungelboken
- 1996 – Seinfeld (TV-serie) (1 avsnitt)
- 1996 – Twister
- 1997 – Liar Liar
- 1997 – Och han älskade dem alla
- 1998 – Det magiska svärdet – Kampen om Camelot (röstroll)
- 1998 – Från jorden till månen (TV-serie) (3 avsnitt)
- 1998 – Herkules (TV-serie) (röstroll, 1 avsnitt)
- 1998 – Pinky och Hjärnan (TV-serie) (röstroll, 2 avsnitt)
- 1998 – Pentagon Wars (TV-film)
- 2000 – Shadow of the Vampire
- 2001–2002 – Arkiv X (TV-serie) (6 avsnitt)
- 2004 – Ella den förtrollade
- 2004 – Saw
- 2005 – Edison
- 2006 – Factory Girl (okrediterad)
- 2006 – Pucked
- 2007 – Georgia Rule
- 2007 – Law & Order: Special Victims Unit (TV-serie) (1 avsnitt)
- 2009 – En julsaga
- 2010 – Saw 3D
- 2011 – New Year's Eve
- 2011 – Tintins äventyr: Enhörningens hemlighet (röst och motion-capture)
- 2012 – Leverage (TV-serie) (1 avsnitt)
- 2014 – Cosmos: A Spacetime Odyssey (TV-serie) (röstroll, 1 avsnitt)
- 2014–2016 – Family Guy (TV-serie) (röstroll, 6 avsnitt)
- 2015–2016 – Sofia den första (TV-serie) (röstroll, 2 avsnitt)
- 2017 – Workaholics (TV-serie) (1 avsnitt)
- 2019 – Black Christmas
- 2019 – Stranger Things (TV-serie) (5 avsnitt)
- 2019 – The Marvelous Mrs. Maisel (TV-serie) (4 avsnitt)
- 2023 – BlackBerry
- 2023 – Mission: Impossible – Dead Reckoning Part One
- 2023 – Rebel Moon Part 1: A Child of Fire
- 2024 – Knuckles (TV-serie) (2 avsnitt)
- 2024 – Rebel Moon Part 2: The Scargiver
- 2024 – The Ministry of Ungentlemanly Warfare
- 2025 – Dead Man's Wire